# Ron Tauranac
Ronald Sidney Tauranac, dit Ron Tauranac, né le 13 janvier 1925 en Gillingham (Angleterre) et mort le 17 juillet 2020 sur la Sunshine Coast (Australie), est un ingénieur automobile australien naturalisé britannique.

## Biographie
En 1946, Ron Tauranac et son frère Austin construisent leurs premières voitures de course automobile en Australie. Leur nom est Ralt, pour leurs initiales. Ron Tauranac dispute des courses au volant de ses bolides et a l'occasion de faire connaissance avec un jeune pilote australien, Jack Brabham.
Quand Jack Brabham fait carrière en Europe, Ron Tauranac abandonne le pilotage pour devenir ingénieur dans les écuries de Jack.

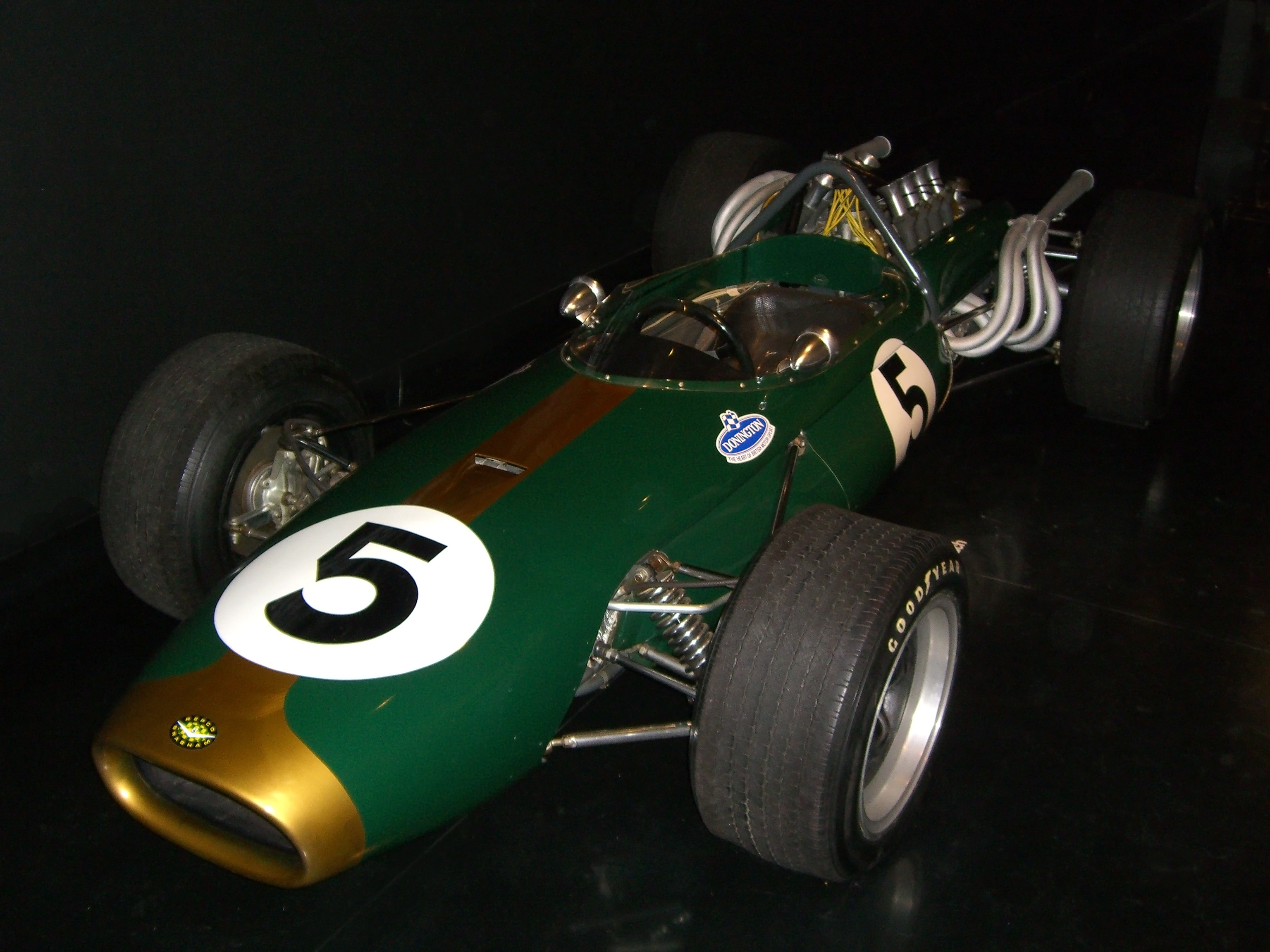
La Brabham BT20 de 1966.

En 1961, il participe à la création de l'écurie de Jack Brabham, Motor Racing Development, engagée en F1 sous le nom de Brabham Racing Organisation. La nouvelle limite de cylindrée à 1 500 cm³ en Formule 1 ne leur convient pas, mais ils obtiennent leur première victoire avec Dan Gurney en 1964. En 1966, la cylindrée est fixée à 3 000 cm³ et Jack Brabham gagne son troisième titre. L'année suivante, c'est au tour de son équipier Denny Hulme d'être champion du monde.
À l'issue de la saison 1970, Jack Brabham décide de prendre sa retraite de pilote mais également de se retirer du monde de la course. Il cède ses parts de l'écurie à son associé Ron Tauranac, lequel au bout d'une seule saison revend l'équipe à l'homme d'affaires britannique Bernie Ecclestone.
Il reste en Angleterre pour aider au dessin et au développement d'un châssis de Formule 1 Politoys pour Frank Williams en 1973. Il aide Trojan-Tauranac Racing et conçoit la première Trojan de F5000 (la T101) sur la base d'une McLaren M21. La monoplace est finalisée en mars 1973 et démontre rapidement ses qualités. À son volant, Jody Scheckter remporte le championnat américain CanAm tandis qu’en série européenne, Bob Evans et Keith Holland réussissent quelques actions d’éclat.
En 1974, Ron Tauranac dessine la nouvelle T102 de F5000 à partir de laquelle est déclinée la T103 qui est engagée en championnat du monde de Formule 1. La T103 est en fait une T102, chaussée de pneumatiques Firestone, mue par un Cosworth 3 litres DFV et recevant une boîte de vitesses Hewland DG300. Sa conception est extrêmement conventionnelle avec une suspension classique, deux entrées d’air jumelles de part et d’autre du museau-aileron avant, et une troisième au-dessus du cockpit.
Après être retourné en Australie, il revient en Angleterre en 1975 et relance la marque Ralt qui devient une référence en formule 2 et en Formule 3 à la fin des années 1970.
En 1988, il cède la société à March.